# Himantolophus appelii
A Himantolophus appelii a csontos halak (Osteichthyes) főosztályának sugarasúszójú halak (Actinopterygii) osztályába, ezen belül a horgászhalalakúak (Lophiiformes) rendjébe és a korbácsoshalfélék (Himantolophidae) családjába tartozó faj.

## Előfordulása
A Himantolophus appelii elterjedési területe a Déli-óceán és a másik három óceánnak a déli részei, kivéve a Csendes-óceán keleti részét. Északon egészen a Falkland-szigetekig felhatol.

## Megjelenése
Ez a horgászhalfaj elérheti a 40 centiméteres hosszúságot. A Himantolophus appelii „csalibotjának” a végén, világító szerv van. A hátúszóján 5 és a farok alatti 4 sugár van.

## Életmódja
A Himantolophus appelii 338-1360 méteres mélységben tartózkodik. A környezetében élő halakat zsákmányolja.
Az emberre nézve ártalmatlan.

## Képek

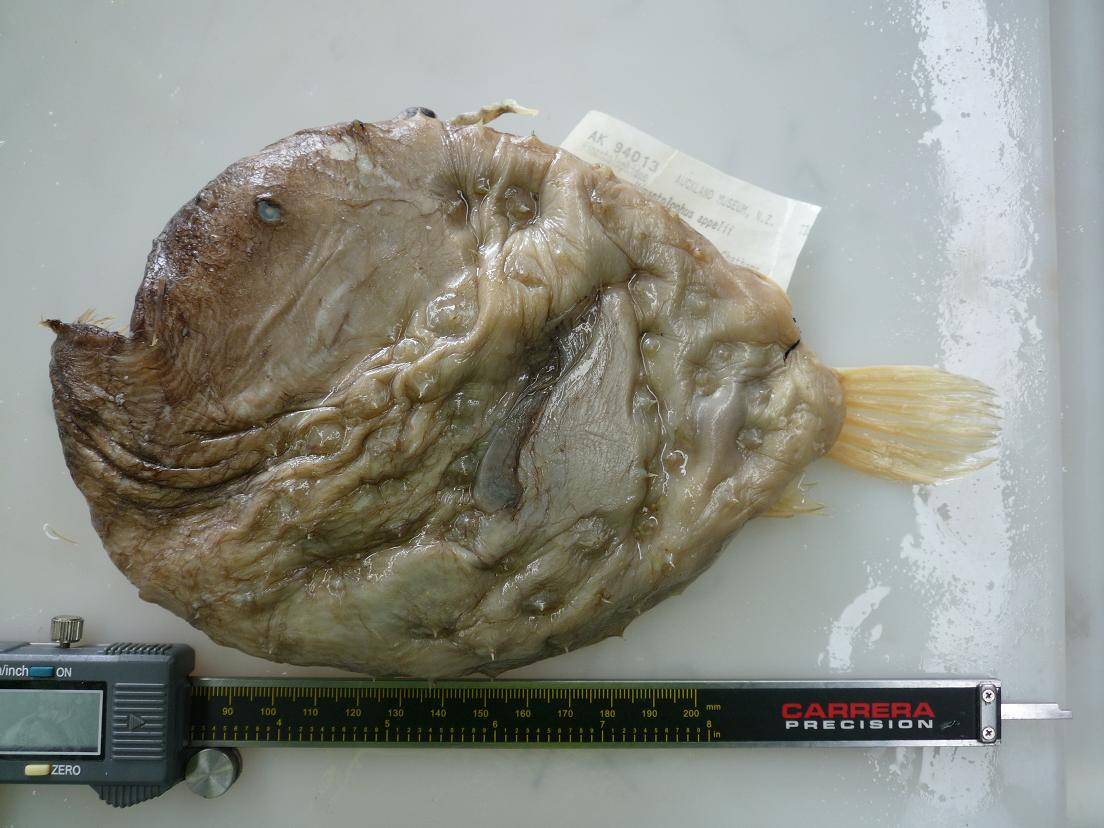
Múzeumi példány
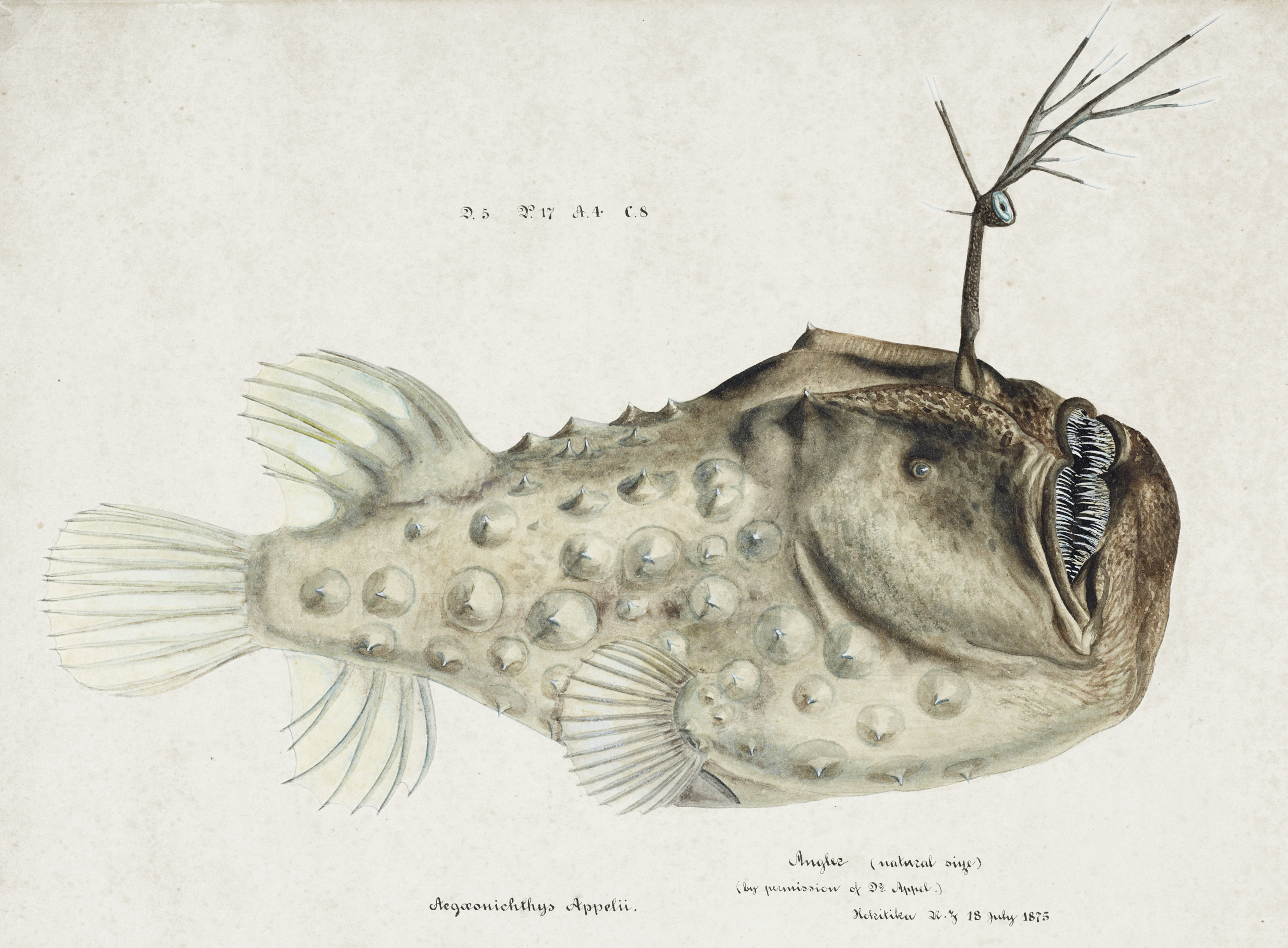
Régi rajz a halról